# Kardiokrynum

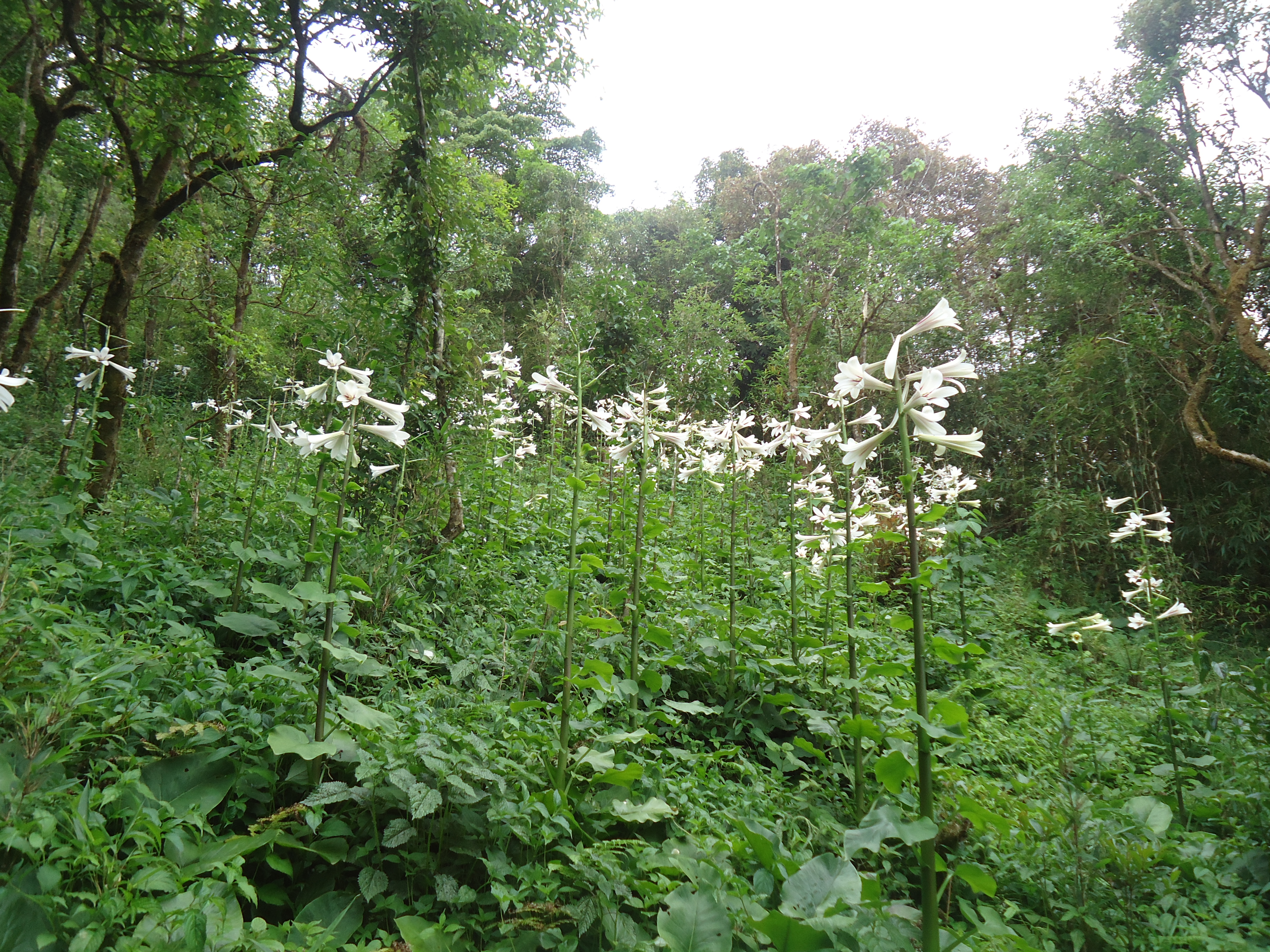
Kardiokrynum olbrzymie

Kardiokrynum, kardiokrinum (Cardiocrinum (Endl.) Lindl.) – rodzaj wieloletnich, ziemnopączkowych roślin zielnych z rodziny liliowatych, obejmujący 3 gatunki występujące Azji: w Chinach, Japonii, Mjanmie, na subkontynencie indyjskim i na dalekim wschodzie Rosji.
Nazwa naukowa rodzaju pochodzi od greckich słów καρδιά (kardia – serce) i κρίνων (krinon – lilie), odnosząc się do kształtu blaszek liściowych tych roślin.

## Morfologia
Pęd podziemnyCebula utworzona przez nabrzmiałe nasady liści odziomkowych.
ŁodygaŁodyga bardzo wysoka.
LiścieLiście odziomkowe i łodygowe, ogonkowe, zwykle jajowato-sercowate.
KwiatyKwiaty obupłciowe, rurkowato-lejkowate, duże, zebrane w grono. Szypułki raczej krótkie. Okwiat pojedynczy, sześciolistkowy. Listki okwiatu wolne. Pręciki osadzone u nasady listków okwiatu. Nitki pręcików spłaszczone. Główki pręcików wąsko elipsoidalne. Zalążnia cylindryczna, trzykomorowa. Szyjka słupka wydłużona. Znamię słupka lekko trójklapowe.
OwoceTorebki. Nasiona czerwonawo-brązowe, płaskie, wąsko oskrzydlone.

## Systematyka
Pozycja rodzaju według Angiosperm Phylogeny Website (aktualizowany system APG IV z 2016)
Rodzaj zaliczany do podrodziny Lilioideae w rodzinie liliowatych Liliaceae, należącej do kladu liliowców w obrębie jednoliściennych.
Gatunki
- Cardiocrinum cathayanum (E.H.Wilson) Stearn
- Cardiocrinum cordatum (Thunb.) Makino
- Cardiocrinum giganteum (Wall.) Makino – kardiokrynum olbrzymie

## Zastosowanie
Rośliny spożywczeZ cebul Cardiocrinum cordatum pozyskuje się skrobię spożywczą. Młode liście mogą być spożywane po ugotowaniu.
Rośliny leczniczeLiście kardiokrynum olbrzymiego są używane jako zewnętrzne okłady chłodzące w celu złagodzenia bólu, ran i siniaków.
Rośliny ozdobneKardiokrynum olbrzymie jest uprawiane jako roślina ogrodowa. Wymaga gleby z dużą zawartością próchnicy, dobrze przepuszczalnej. Cebule sadzi się jesienią tuż pod powierzchnią gruntu. Główna cebula zamiera po zakwitnięciu. Rośliny rozmnaża się z odrostów lub nasion. Rośliny z tego gatunku mogą być zimowane w gruncie poza północno-wschodnią Polską (strefy mrozoodporności 6-9).
Inne zastosowaniaZ pustych łodyg kardiokrynum olbrzymiego produkuje się fujarki.